# Rupert Keegan
Rupert Keegan (n. 26 februarie 1955, Essex, Anglia, Regatul Unit – d. 23 septembrie 2024, Portoferraio, Toscana, Italia) a fost un pilot de Formula 1. De-a lungul carierei a luat startul în 25 de curse, niciuna din pole-position. Nu a câștigat nicio cursă și nu a terminat niciodată pe podium, acumulând 0 puncte în întreaga activitate ca pilot de Formula 1.